# Pierre-Ambroise Bosse
Pierre-Ambroise Bosse (Nantes, 11 de mayo de 1992) es un deportista francés que compite en atletismo, especialista en las carreras de mediofondo.
Ganó una medalla de oro en el Campeonato Mundial de Atletismo de 2017 y dos medallas en el Campeonato Europeo de Atletismo, en los años 2012 y 2018.
Participó en tres Juegos Olímpicos de Verano, entre los años 2012 y 2020, ocupando el cuarto lugar en Río de Janeiro 2016, en la prueba de 800 m.

## Palmarés internacional
| Campeonato Mundial | Campeonato Mundial    | Campeonato Mundial | Campeonato Mundial |
| Año                | Lugar                 | Medalla            | Prueba             |
| ------------------ | --------------------- | ------------------ | ------------------ |
| 2017               | Londres (Reino Unido) | Medalla de oro     | 800 m              |
| Campeonato Europeo |                       |                    |                    |
| Año                | Lugar                 | Medalla            | Prueba             |
| 2012               | Helsinki (Finlandia)  | Medalla de bronce  | 800 m              |
| 2018               | Berlín (Alemania)     | Medalla de bronce  | 800 m              |